# Połkownik Swesztarowo
Połkownik Swesztarowo (bułg. Полковник Свещарово) – wieś w Bułgarii, w obwodzie Dobricz, w gminie Dobriczka. Według danych szacunkowych Ujednoliconego Systemu Ewidencji Ludności oraz Usług Administracyjnych dla Ludności, 15 czerwca 2022 roku miejscowość liczyła 162 mieszkańców.